# Gymnelia scita
Gymnelia scita är en fjärilsart som beskrevs av Walker 1856. Gymnelia scita ingår i släktet Gymnelia och familjen björnspinnare. Inga underarter finns listade i Catalogue of Life.